# Stylocydromia annulata
Stylocydromia annulata är en tvåvingeart som beskrevs av Saigusa 1986. Stylocydromia annulata ingår i släktet Stylocydromia och familjen puckeldansflugor. Inga underarter finns listade i Catalogue of Life.